# Maria-Rosa Rodriguez
Maria-Rosa Rodriguez (ur. 7 listopada 1942 w Quito) – francuska aktorka pochodząca z Ekwadoru.
Aktorka zagrała pamiętne role we francuskich komediach u boku Louisa de Funèsa: Koko (1963) i Sławna restauracja (1966). W 1960 zdobyła tytuł Miss Ekwadoru. Po tym sukcesie wyjechała do Francji, gdzie w 1962 zadebiutowała w filmie. W latach 60. pojawiła się w kilkunastu filmach. W 1970 wróciła na stałe do Ekwadoru, gdzie poświęciła się karierze teatralnej.
Występowała także pod pseudonimami: Yana Chouri (we Włoszech) i Toty Rodrigez (w Ekwadorze).

## Wybrana filmografia
- Diabelskie sztuczki (1962) jako kobieta w restauracji
- Koko (1963) jako Palma Diamantino
- Czy lubicie kobiety? (1964) jako striptizerka
- Pieśń świata (1965)
- Wielki pan (1965) jako Carmen
- Sławna restauracja (1966) jako Sophia, sekretarka prezydenta Novalesa
- Lodowaty nóż (1972) jako Christina
- Krwawe oblubienice (1972) jako Carol